# Firas Ben Larbi
Firas Ben Larbi (arabe : فراس بالعربي), né le 27 mai 1996, est un footballeur international tunisien qui évolue en tant que milieu offensif pour le Sharjah FC.

## Biographie

### Carrière en club
Firas Ben Larbi commence sa carrière senior à l'Avenir sportif de La Marsa et joue également pour le Club athlétique bizertin et l'Étoile sportive du Sahel en championnat de Tunisie.
Le 22 février 2020, il s'illustre en étant l'auteur d'un triplé dans le championnat de Tunisie, contre l'Étoile sportive de Métlaoui, permettant à son équipe de l'emporter 5-1.
En août 2020, il est prêté au Fujaïrah Sports Club évoluant en championnat des Émirats arabes unis, marquant lors de ses débuts en championnat lors d'une défaite (2-4) contre le Sharjah FC.

### Équipe nationale
Avec l'équipe de Tunisie des moins de 17 ans, il participe à la Coupe d'Afrique des nations en 2013. Lors de cette compétition organisée au Maroc, il se met en évidence en marquant un but en demi-finale face au Nigeria. La Tunisie se classe troisième du tournoi, en battant le pays organisateur lors de la petite finale. Il dispute ensuite quelques mois plus tard la Coupe du monde des moins de 17 ans. Lors du mondial junior qui se déroule aux Émirats arabes unis, il prend part à trois matchs. Il marque un but lors de la première rencontre face au Venezuela. La Tunisie s'incline en huitièmes de finale face à l'Argentine.
En septembre 2019, il est appelé pour la première fois au sein de l'équipe senior, pour les qualifications du championnat d'Afrique des nations 2020, et dispute les deux matchs contre la Libye.
En fin d'année 2021, il participe à la Coupe arabe de la FIFA organisée au Qatar. Lors de ce tournoi, il joue cinq matchs et se met en évidence en étant l'auteur d'un doublé lors de la première rencontre face à la Mauritanie. La Tunisie atteint la finale de la compétition, en s'inclinant face à l'Algérie (défaite 0-2).

## Buts en sélection
|    | Date             | Lieu                                     | Adversaire           | Score | Résultat | Compétition                 |
| -- | ---------------- | ---------------------------------------- | -------------------- | ----- | -------- | --------------------------- |
| 1. | 30 novembre 2021 | Stade Ahmad-ben-Ali, Al Rayyan, Qatar    | Mauritanie           | 2–0   | 5–1      | Coupe arabe de la FIFA 2021 |
| 2. | 30 novembre 2021 | Stade Ahmad-ben-Ali, Al Rayyan, Qatar    | Mauritanie           | 4–1   | 5–1      | Coupe arabe de la FIFA 2021 |
| 3. | 17 novembre 2023 | Stade olympique de Radès, Radès, Tunisie | Sao Tomé-et-Principe | 4–0   | 4–0      | Qualifications CM 2026      |

## Palmarès

### En équipe nationale
- Troisième de la coupe d'Afrique des nations en 2013 avec l'équipe de Tunisie des moins de 17 ans
- Finaliste de la coupe arabe des nations en 2021 avec l'équipe de Tunisie

### En club
- Vice-champion de Tunisie en 2019 avec l'Étoile sportive du Sahel
- Finaliste de la coupe de Tunisie en 2019 avec l'Étoile sportive du Sahel
- Vainqueur de la Ligue des champions 2 de l'AFC en 2025 avec le Sharjah FC